# Goran Janković
Goran Janković (cyr. Горан Jанковић, ur. 10 grudnia 1978 w Belgradzie) – serbski piłkarz grający na pozycji defensywnego pomocnika. Od 2011 roku jest piłkarzem klubu FK Donji Srem.

## Kariera klubowa
Swoją karierę piłkarską Janković rozpoczął w klubie FK Radnički Belgrad. W 1996 roku zadebiutował w nim w pierwszej lidze jugosłowiańskiej. W 1998 roku stał się podstawowym zawodnikiem tego klubu. W sezonie 2003/2004 awansował z Radničkim do Super ligi Serbii i Czarnogóry, jednak Radnički wycofał się z rozgrywek i został zdegradowany do trzeciej ligi.
W 2005 roku Janković został zawodnikiem GKS-u Bełchatów. W ekstraklasie zadebiutował 26 lipca 2005 w zremisowanym 0:0 domowym meczu z Górnikiem Zabrze. W Bełchatowie grał przez rok i wystąpił w nim w 17 ligowych meczach.
W 2006 roku Janković przeszedł do UT Arad. Z kolei wiosną 2007 grał w CS Gloria Arad. W sezonie 2007/2008 był piłkarzem Čukaričkiego Stankom. W latach 2008–2011 występował w Miniorze Pernik. W 2011 roku trafił do FK Donji Srem. W 2012 roku awansował z nim z Prvej ligi do Super ligi.
| Sezon   | Klub                 | Kraj                | Rozgrywki   | Mecze | Bramki |
| ------- | -------------------- | ------------------- | ----------- | ----- | ------ |
| 1996/97 | FK Radnički Belgrad  | Jugosławia          | Prva liga   | 3     | 0      |
| 1997/98 | FK Radnički Belgrad  | Jugosławia          | Prva liga   | 8     | 0      |
| 1998/99 | FK Radnički Belgrad  | Jugosławia          | Prva liga   | 25    | 2      |
| 1999/00 | FK Radnički Belgrad  | Jugosławia          | Prva liga   | 33    | 0      |
| 2000/01 | FK Radnički Belgrad  | Jugosławia          | Prva liga   | 32    | 5      |
| 2001/02 | FK Radnički Belgrad  | Jugosławia          | Prva liga   | 27    | 3      |
| 2002/03 | FK Radnički Belgrad  | Serbia i Czarnogóra | Prva liga   | 31    | 8      |
| 2003/04 | FK Radnički Belgrad  | Serbia i Czarnogóra | Prva liga   | 32    | 13     |
| 2004/05 | FK Radnički Belgrad  | Serbia i Czarnogóra | Super liga  | 0     | 0      |
| 2005/06 | GKS Bełchatów        | Polska              | Ekstraklasa | 17    | 0      |
| 2006/07 | UT Arad              | Rumunia             | Liga I      | 11    | 0      |
| 2006/07 | CS Gloria Arad       | Rumunia             | Liga II     | ?     | ?      |
| 2007/08 | FK Čukarički Stankom | Serbia              | Prva liga   | 26    | 1      |
| 2008/09 | Minior Pernik        | Bułgaria            | A PFG       | 18    | 1      |
| 2009/10 | Minior Pernik        | Bułgaria            | A PFG       | 26    | 8      |
| 2010/11 | Minior Pernik        | Bułgaria            | A PFG       | 27    | 4      |
| 2011/12 | FK Donji Srem        | Serbia              | Prva liga   | 29    | 4      |
| 2012/13 | FK Donji Srem        | Serbia              | Super liga  |       |        |